# Dehaasia tomentosa
Dehaasia tomentosa är en lagerväxtart som först beskrevs av Carl Ludwig von Blume, och fick sitt nu gällande namn av Kostermans. Dehaasia tomentosa ingår i släktet Dehaasia och familjen lagerväxter. Inga underarter finns listade i Catalogue of Life.